# بک رالینگ
بک رالینگ (انگلیسی: Bec Rawlings؛ زادهٔ ۱۱ فوریهٔ ۱۹۸۹) ورزشکار هنرهای رزمی ترکیبی اهل استرالیا است. او از سال ۲۰۱۱ میلادی تاکنون مشغول فعالیت بوده‌است.